# ルディ・ガリンド
ヴァル・ジョー・"ルディ"・ガリンド（Val Joe "Rudy" Galindo, 1969年9月7日 - ）は、アメリカ合衆国カリフォルニア州サンノゼ出身の男性フィギュアスケート選手で現在はプロスケーター。ルディは愛称。ペア時代のパートナーはクリスティー・ヤマグチ。登録名の「ルディ」は愛称。

## 経歴
カリフォルニア州サンノゼに生まれた。ジュニア時代から男子シングルとペアを掛け持ちし、ペアでは同じく女子シングルとペアを掛け持ちしていたクリスティー・ヤマグチと組んでいた。1986-1987年シーズンの世界ジュニア選手権では男子シングルで優勝、ペアでは3位となった。翌1987-1988年シーズンの世界ジュニア選手権ではペアで優勝を果たし、同じく世界ジュニア選手権で女子シングルを制したクリスティー・ヤマグチとともにシングルとペアの2種目を制した初めての選手となった。なお、ルディ・ガリンドはジャンプ・スピンなどは時計回りで、クリスティー・ヤマグチは反時計回りという珍しいペアでもあった。
1988-1989年シーズンと1989-1990年シーズンの全米選手権ではペアを制したが、クリスティー・ヤマグチが女子シングルに専念することとなり、1990年にペアを解消。以後は男子シングルに専念することとなった。
1995-1996年シーズン、全米選手権男子シングルで初優勝を果たし、1996年世界選手権では3位となったが、同年引退。引退後はプロスケーターとしてチャンピオンズ・オン・アイスツアーなどに参加した。また、同時期に受けた検査の際にHIVに感染していることがわかり、メディアを通じて公表。ゲイであることも明らかにした。
1997年には自伝を出版している。

## 主な戦績

### 男子シングル
| 大会/年       | 1984-85 | 1985-86 | 1986-87 | 1995-96 |
| ------------- | ------- | ------- | ------- | ------- |
| 世界選手権    |         |         |         | 3       |
| 全米選手権    |         |         |         | 1       |
| 世界Jr.選手権 | 3       | 2       | 1       |         |

### ペア
| 大会/年       | 1985-86 | 1986-87 | 1987-88 | 1988-89 | 1989-90 |
| ------------- | ------- | ------- | ------- | ------- | ------- |
| 世界選手権    |         |         |         | 5       | 5       |
| 全米選手権    |         |         |         | 1       | 1       |
| 世界Jr.選手権 | 5       | 3       | 1       |         |         |
| NHK杯         |         |         |         | 3       | 4       |

## 著書
- The Autobiography of Rudy Galindo （Diane Pub Co、1997年） ISBN 9780756760663